# Sicula Leonzio 2018-2019
Questa voce raccoglie le informazioni riguardanti la Sicula Leonzio nelle competizioni ufficiali della stagione 2018-2019.

## Divise e sponsor
Lo sponsor tecnico per la stagione 2018-2019 è Robe di Kappa, mentre gli sponsor di maglia sono Sicula Trasporti e ChanceBet.it (co-sponsor e nel retro sotto la numerazione).
| Casa | Trasferta | Terza divisa |

## Organizzazione
Dati provenienti dal sito internet della società.
Organigramma societario
- Presidente: Giuseppe Leonardi
- Vice Presidente: Giuseppe Spada
- Segretario Generale: Alessandro Raffa
- Segretario Sportivo: Nello Parisi
- S.L.O. Supporter Liaison Officer: Sergio Barbagallo
- Responsabile Commerciale: Matteo Rando
- Responsabile Marketing: Maurizio Ciancio
- Responsabile Ufficio Stampa: Francesco Casicci
- Responsabile Area Web – Grafica: TamTam srl
- Fotografo: Cristian Costantino
- Delegato Sicurezza: Giuseppe Leone
- Vice Delegato Sicurezza: Oriana Russo
- Responsabile Impianto Sportivo: Nicolas Spada

Quadri tecnici
- Direttore Sportivo: Davide Mignemi
- Team Manager: Antonio Varsallona
- Allenatore Prima Squadra: Vincenzo Torrente
- Allenatore in seconda: Vincenzo Tavarilli
- Preparatore Atletico: Romano Mengoni
- Preparatore dei Portieri: Maurizio Bonfatto
- Magazziniere: Evaristo Lo Castro
- Match Analyst: Giacomo Gigliotti

Quadri sanitari
- Responsabile Sanitario: Mauro Sammarco
- Medico Sociale: Gianluca Scaparra
- Responsabile Recupero Infortunati: Giuseppe Dispinzieri
- Massaggiatore Sportivo: Rosario Ricciardo

## Rosa
Aggiornata al 30 gennaio 2019.
| N. |                   | Ruolo | Calciatore              |
| -- | ----------------- | ----- | ----------------------- |
| 1  | Italia (bandiera) | P     | Antonio Narciso         |
| 2  | Italia (bandiera) | D     | Devis Talarico          |
| 3  | Italia (bandiera) | D     | Tommaso Squillace       |
| 4  | Italia (bandiera) | C     | Francesco Giunta        |
| 5  | Italia (bandiera) | D     | Giuliano Laezza         |
| 6  | Italia (bandiera) | D     | Antonio Aquilanti       |
| 7  | Italia (bandiera) | A     | Mattia Rossetti         |
| 8  | Italia (bandiera) | C     | Gianluca Esposito       |
| 9  | Italia (bandiera) | A     | Francesco Ripa          |
| 10 | Spagna (bandiera) | C     | Miguel Ángel Sainz-Maza |
| 11 | Italia (bandiera) | A     | Francesco Russo         |
| 12 | Italia (bandiera) | P     | Michele La Cagnina      |
| 13 | Italia (bandiera) | D     | Mirko Esposito          |
| 13 | Perù (bandiera)   | D     | Alessandro Milesi       |
| 14 | Italia (bandiera) | D     | Angelo Brunetti         |
| 15 | Italia (bandiera) | D     | Manuel Ferrini          |

| N. |                      | Ruolo | Calciatore         |
| -- | -------------------- | ----- | ------------------ |
| 16 | Italia (bandiera)    | D     | Andrea De Rossi    |
| 17 | Italia (bandiera)    | C     | Andrea D'Amico     |
| 18 | Italia (bandiera)    | D     | Andrea Petta       |
| 19 | Italia (bandiera)    | A     | Vincenzo Vitale    |
| 20 | Mali (bandiera)      | C     | Aboubacar Sidibe   |
| 21 | Italia (bandiera)    | C     | Walter Cozza       |
| 22 | Italia (bandiera)    | P     | Emanuele Polverino |
| 23 | Italia (bandiera)    | C     | Francesco Palermo  |
| 24 | Italia (bandiera)    | A     | Antonio Gammone    |
| 25 | Italia (bandiera)    | C     | Francesco Marano   |
| 27 | Italia (bandiera)    | C     | Santo D'Angelo     |
| 29 | Lituania (bandiera)  | C     | Linas Mėgelaitis   |
| 30 | Argentina (bandiera) | A     | Juanito Gómez      |
|    | Italia (bandiera)    | P     | Pasquale Pane      |
|    | Lituania (bandiera)  | C     | Edgaras Dubickas   |

## Calciomercato

### Sessione estiva(dal 1º luglio al 17 agosto)
| Acquisti | Acquisti | Acquisti | Acquisti |
| R.       | Nome     | da       | Modalità |
| -------- | -------- | -------- | -------- |

| Cessioni | Cessioni | Cessioni | Cessioni |
| R.       | Nome     | a        | Modalità |
| -------- | -------- | -------- | -------- |

### Sessione invernale(dal 3 al 31 gennaio)
| Acquisti | Acquisti | Acquisti | Acquisti |
| R.       | Nome     | da       | Modalità |
| -------- | -------- | -------- | -------- |

| Cessioni | Cessioni | Cessioni | Cessioni |
| R.       | Nome     | a        | Modalità |
| -------- | -------- | -------- | -------- |

## Risultati

### Girone di andata
| Arbitro: | Colombo (Como) |

|               |           |                           |
| Baldassin 54’ | Marcatori | 51’ Aquilanti 62’ Gammone |